# Betschuanaland
Betschuanaland (englisch Bechuanaland) war ein britisches Protektorat auf dem Gebiet des seit 30. September 1966 unabhängigen Staates Botswana. Betschuanaland hatte kurz vor der Unabhängigkeit eine ungefähre Größe von 712.000 km². Extraterritoriale Hauptstadt des Protektorats war Mafeking in Südafrika.

## Geschichte
Die Ausbreitung des britischen Imperialismus im südlichen Afrika und die neu gegründeten Burenrepubliken in Südafrika wurden zu einer ständigen Bedrohung der Tswanagesellschaften. Letztere führte jedoch auch dazu, dass die Führer der Tswana-Staaten stärker zusammenrückten und schließlich eine Allianz bildeten.
Am 30. September 1885 wurde das Gebiet des heutigen Botswana in Absprache mit dem Batswana-Oberhaupt Khama III. von der britischen Regierung zum britischen Protektorat erklärt. Man erhielt so britischen Schutz gegen die Überfälle burischer Siedler. Hintergrund für die britische Entscheidung war aber die sich verändernde geostrategische Lage in der Region (u. a. durch deutsche Kolonialbestrebungen) und die Erkundung von Bodenschätzen, beispielsweise Goldlagerstätten.